# Ditlev Christian von Rumohr
Ditlev Christian von Rumohr (3. januar 1724 – 23. april 1808) var en dansk søofficer og amtmand.
Han var søn af konferensråd Hans von Rumohr til godset Røst i Angeln (Sydslesvig) og Adelheid Benedicte f. von Ahlefeldt, udnævntes 1741 til sekondløjtnant i Søetaten og rejste 1744 med 12 andre søofficerer udenlands. 1746 blev han både premierløjtnant og kaptajnløjtnant. 1753 blev han kaptajn og tog samme år del i togtet til Marokko under Simon Hooglant og Wiglas von Schindel. 1758 forfremmedes han til kommandørkaptajn og gik året efter som chef for orlogsskibet Fyn på konvoj til Middelhavet. 1766 blev han assessor i Admiralitets- og Kommissariatskollegiet og kommandør. 1767 fik han votum i begge kollegier, men afgik samme år fra Kommissariatet. 1770 blev han kontreadmiral. 1771 var han hvervingschef for de udskrevne indrullerede; disse fik ikke deres afregninger og begav sig i september ud til Hørsholm Slot for at fremføre deres klage for kongen. I rapporten tillagdes Rumohr skylden for fejlen, og han blev afsat som hvervingschef, formentlig med urette, da Kommissariatskollegiet egentlig havde ansvaret. 1773 var Rumohr chef for orlogsskibet Kronprinsen og fik tildelt en eskadre på 5 skibe. 1775 blev han efter ansøgning afskediget.
Rumohr var 1748 blevet kammerjunker, 1761 kammerherre og 1769 hvid ridder. 1776 udnævntes han til amtmand over Hutten Amt og gehejmeråd. 1790 blev han gehejmekonferensråd og 1791 amtmand over Gottorp Amt. Rumohr døde 23. april 1808. Han ægtede 5. oktober 1763 Frederikke komtesse Reventlow (20. december 1737 – 5. februar 1820),
datter af gehejmekonferensråd Conrad Ditlev greve Reventlow.